# 1974 în literatură
- 1973 în literatură — 1974 în literatură — 1975 în literatură

Anul 1974 în literatură a implicat o serie de evenimente și cărți noi semnificative.

## Cărți noi
- Richard Adams - Shardik
- Kingsley Amis - Ending Up
- Peter Benchley - Jaws
- Hal Bennett - Wait Until the Evening
- Heinrich Böll - The Lost Honour of Katharina Blum
- Anthony Burgess - The Clockwork Testament, or Enderby's End
- Robert A. Caro - The Power Broker
- Agatha Christie - Poirot's Early Cases
- Robert Cormier - The Chocolate War
- Roald Dahl - Switch Bitch
- Philip K. Dick - Flow My Tears, The Policeman Said
- Annie Dillard - Pilgrim at Tinker Creek
- Lawrence Durrell - Monsieur
- Frederick Forsyth - The Dogs of War
- John Fowles - The Ebony Tower
- Donald Goines - Crime Partners
- John Hawkes - Death Sleep
- Joseph Heller - Something Happened
- Erica Jong - Fear of Flying
- Anna Kavan - Let Me Alone
- Stephen King - Carrie
- Margaret Laurence - The Diviners
- John le Carré - Tinker, Tailor, Soldier, Spy
- Ursula K. Le Guin - The Dispossessed
- Madeleine L'Engle - A Wind in the Door
- H. P. Lovecraft și August Derleth - The Watchers Out of Time and Others
- Robert Ludlum - The Cry of the Halidon
- Brian Lumley - Beneath the Moors
- Ruth Manning-Sanders - A Book of Sorcerers and Spells
- James A. Michener - Centennial
- Meja Mwangi - Carcase for Hounds
- Vladimir Nabokov - Look at the Harlequins!
- Edith Pargeter - Sunrise in the West (prima din seria "Brothers of Gwynedd")
- Robert B. Parker - God Save the Child
- Ellen Raskin - Figgs & Phantoms
- Ishmael Reed - The Last Days of Louisiana Red
- Harold Robbins - The Pirate
- Leonardo Sciascia - Todo modo
- Tom Sharpe - Porterhouse Blue
- Sidney Sheldon - The Other Side of Midnight
- C. P. Snow - In Their Wisdom
- Studs Terkel - Working
- Mary E. Wilkins-Freeman - Collected Ghost Stories

## Premii
- Premiul Nobel pentru Literatură: